# 過塩素酸カリウム
過塩素酸カリウム（かえんそさんカリウム、potassium perchlorate）は化学式 KClO4 で表される無機化合物である。

## 性質
無色の結晶であり、水やアルコールに難溶性を示す。400 ℃ 以上に加熱すると酸素を発生させながら分解する。

## 製法
過塩素酸ナトリウムの水溶液に塩化カリウムを加えて析出させる。

## 化学反応
過塩素酸カリウム KClO4 は強い酸化剤としてさまざまな化合物と反応する。ここではグルコースとの反応を例に挙げる。
{\displaystyle {\ce {3KClO4\ + C6H12O6 -> 6H2O\ + 6CO2\ + 3KCl}}}

## 用途
雷管や爆竹などに使われる。花火のさまざまな部位に用いられる酸化剤としては最も一般的な部類に入る。固体ロケットの推進剤としても使用されてきたが、最近ではより効率の高い過塩素酸アンモニウムへの置き換えが進んでいる。
甲状腺機能低下症の診断に使われることがある。

## 規制
GHSにおける酸化性固体（区分2）に該当し、各国で貯蔵や運搬に規制がある（国連番号1489）。日本では船舶安全法や航空法によってGHSに基づく規制があり、また消防法に基づく危険物第1類に指定されている。